# Regnløje
Regnløje (Leucaspius delineatus) er en ferskvandsfisk, der er naturlig hjemmehørende i Danmark. Det er en lille karpefisk, der bliver op til 12 cm lang. Siderne er sølvskinnende og finnerne er uden farver. Sidelinien er ufuldstændig, hvilket er et vigtigt kendetegn. Fisken lever i damme og søer og er udbredt i hele Danmark.